# Ferdiš Duša
Ferdiš Duša est un peintre, graveur sur bois et céramiste tchécoslovaque né en 1888 à Frýdlant nad Ostravicí et mort en 1958 au même endroit.

## Biographie
Ferdiš Duša débute comme peintre sur céramique dans une fabrique, avant de devenir indépendant. Il séjourne à Prague à partir de 1927, où il fait partie de l'Association des artistes graphiques tchèques Hollar (cs). Il retourne vivre dans sa ville natale en 1955, où il meurt en 1958.
Sa ville natale lui consacre une partie du musée local.

## Œuvre
Ferdiš Duša est principalement connu pour ses séries de gravures sur bois, d'inspiration sociale et politique, réalisées dans les années 1920-1930.
Il a illustré certaines œuvres de Petr Bezruč et Vojtěch Martínek (cs).

## Listes des œuvres
- Série Těšínsko, 1920
- Série Pays triste (Smutná země), gravures sur bois, 1921
- Série Peklo práce, 1922
- Série Život človeka, gravures sur bois, 1923
- Série Dolů Váhom, gravures sur bois, 1926

## Expositions
- (cs) Ferdiš Duša, grafika, Slovácké Muzeum, 2010[3]